# Sichevița
Sichevița is een Roemeense gemeente in het district Caraș-Severin.
Sichevița telt 2602 inwoners.